# Tavo (Vigodarzere)
Tavo è una frazione del comune italiano di Vigodarzere, nella provincia di Padova, in Veneto.

## Geografia fisica
Si trova all'estremità nordoccidentale del territorio comunale, alla sinistra di un'ansa del fiume Brenta. Il canale Piovego, suo affluente, la divide da Santa Maria di Non di Curtarolo.

## Origini del nome
"Tavo" deriva dal numerale latino octavu, ad indicare una località posta a otto miglia dalla città di Padova, probabilmente lungo il percorso della strada che risaliva il corso del Brenta. Il toponimo va messo in relazione con quello della limitrofa Santa Maria di Non (ad nonum "a nove miglia").
È attestato per la prima volta nel 1117 come Otavo od Octavo.

## Monumenti e luoghi d'interesse

### Parrocchiale di San Pietro
Secondo la decima papale del 1297, in zona esistevano due cappelle: quella di San Pietro de Octavo, dipendente dalla pieve di Curtarolo, e quella di San Fidenzio de Fornace, legata alla pieve di Torre. In occasione della visita pastorale del 1453, San Pietro fu riconosciuta come chiesa parrocchiale, mentre San Fidenzio divenne sua sussidiaria. Nel 1587 l'oratorio di San Fidenzio risulta ridotto a stalla, ma il santo compare come contitolare della chiesa di San Pietro.
Si ha notizia di una prima ricostruzione avvenuta tra il 1674 e il 1699. Giudicata di dimensioni insufficienti già durante la visita pastorale del 1746, i primi lavori di ampliamento furono eseguiti solo tra il 1858 e il 1859. Nel 1912 iniziò la completa riedificazione: l'opera fu completata nel 1926 e consacrata nel 1936. Il campanile fu eretto tra il 1938 e il 1942.
Risale al rifacimento secentesco l'altare del Sacro Cuore, che nella vecchia chiesa rappresentava l'altare maggiore. Dello stesso periodo è un dipinto, collocato dietro l'organo, raffigurante la Madonna tra i santi Pietro e Fidenzio. Gli affreschi di navata e presbiterio e le tele con le stazioni della via Crucis sono stati realizzati negli anni 1950 dai fratelli Galliano e Armando Migliolaro.

### Villa Mussato, Farini, Morosinotto
Si trova nel cuore dell'abitato, all'angolo tra via Fornace e via Chiesa.
La parte più antica del complesso è l'annesso sul retro, il cui impianto risale addirittura al XIII secolo. Nel Cinquecento gli è stato addossato il palazzo signorile, citato per la prima volta nel 1645 come casa domenicale dei Mussato con orto, brolo e campi. La data 1708 incisa sull'intonaco delle soffitte corrisponde a quella di un importante restauro. Ai Mussato sono poi successi i Farini e quindi i Morosinotto, proprietari prima del solo annesso, poi dell'intero complesso.
La casa padronale presenta la facciata principale rivolta al Brenta mentre il retro, addossato per buona parte all'annesso antico, è pressoché privo di aperture. Il fronte principale presenta una forometria molto regolare: l'ingresso principale, al centro, è archivoltato con una cornice bugnata; è affiancato da due finestre architravate per parte; il piano nobile presenta in corrispondenza dell'ingresso una monofora archivoltata aperta su un balconcino lapideo, mentre le rimanenti finestre sono le stesse del piano terra; al sottotetto si aprono quattro finestre quadrate, mentre lungo l'asse centrale è collocato un orologio. I fronti laterali presentano al piano terra due ingressi, archivoltato verso la strada e architravato verso il giardino.
Sulle pareti interne sussistono i resti di affreschi secenteschi, con fregi sotto i solai e sovrapporte in monocromo. Degni di nota gli stipiti delle porte in pietra, risalenti al Cinquecento. Anche le belle capriate lignee del sottotetto sono quelle originali. È stata inoltre recuperata una bifora gotica, oggi all'interno del piano terra, ma in origine aperta sul fronte laterale dell'annesso prima che gli venisse addossato il palazzo.
Per quanto riguarda l'annesso antico, rappresenta la testa di quello che era un lungo edificio porticato che, sviluppandosi lungo via Chiesa, terminava di fronte alla parrocchiale. È formato dai soli piano terra e sottotetto (quest'ultimo in origine doveva essere adibito a granaio). Durante l'ultimo restauro, che ha cercato di restituire all'edificio caratteristiche simili a quelle originarie, sono tornati alla luce alcuni elementi gotici come una monofora archiacuta, una bifora trilobata e un'arcata, tutte aperte sul fronte che guarda verso il Brenta. La facciata verso la strada è simmetrica, con al centro il portale a tutto sesto incorniciato in bugnato. Le finestre al piano terra sono architravate e protette da un'inferriata in ferro battuto, quelle al sottotetto sono più piccole e quadrate, con davanzale in mattoni.
Alla sinistra dell'ingresso, procedendo lungo via Chiesa, si addossano altri due volumi consecutivi compresi nella proprietà. Il primo è degno di nota per la presenza, sul fronte verso la strada, di una bifora archiacuta con colonnina centrale. L'altro si caratterizza per l'arcata a sesto ribassato del pian terreno.
La villa è completata dal parco con statue, delimitato da un muro settecentesco lungo via Fornace.

### Villa Settecentesca (centro parrocchiale)
Si tratta di un semplice palazzo signorile risalente al XVIII secolo, con il fronte principale rivolto al sagrato della chiesa. Di proprietà della parrocchia di Tavo, dopo averne ospitato la scuola materna è stato adibito a centro parrocchiale.
Si sviluppa su tre livelli (piano terra, piano nobile e soffitte), con le aperture architravate disposte lungo assi regolari. Al portale d'ingresso corrisponde, al piano superiore, una monofora architravata che dà su un balconcino con colonnine in pietra. Unico elemento decorativo orizzontale che smorza la linearità della facciata è la cornice marcapiano tra il piano terra e quello superiore. Anche la facciata laterale presenta caratteristiche simili a quella principale, priva di ornamenti.